# Pomnik Wojciecha Szczęsnego Kaczmarka w Poznaniu
Pomnik Wojciecha Szczęsnego Kaczmarka – pomnik upamiętniający postać Wojciecha Szczęsnego Kaczmarka, prezydenta Poznania w latach 1990-1998, konsula polskiego w Paryżu (2000-2003), jednego ze współtwórców odrodzenia polskiego samorządu miejskiego. Obiekt zlokalizowany jest w Poznaniu, na terenie Cmentarza Zasłużonych Wielkopolan, (Święty Wojciech), w jego centralnej części, na stoku.

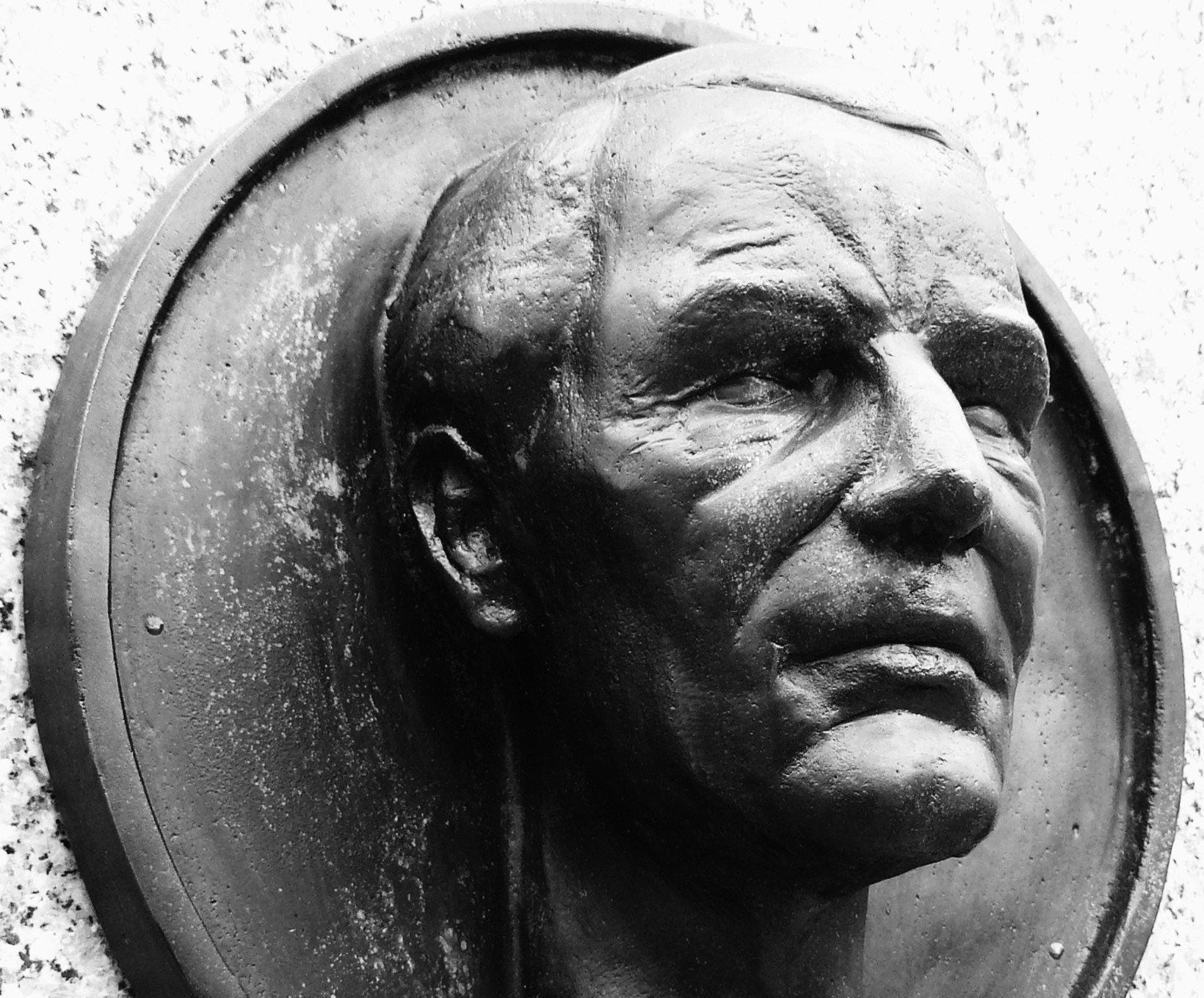
Medalion

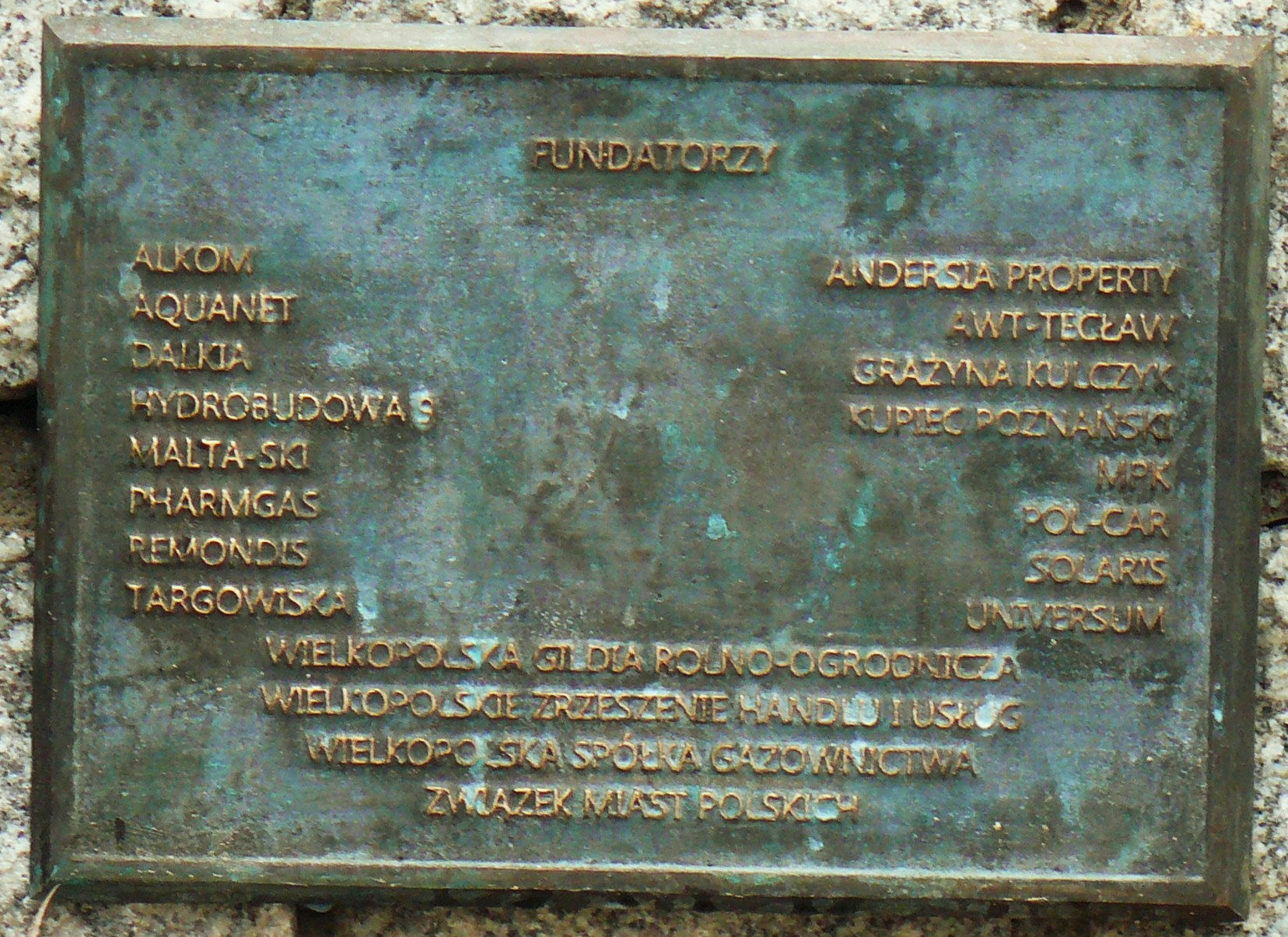
Tabliczka fundacyjna

Na monument składają się dwa bloki-obeliski z granitu strzegomskiego o wysokości 2,7 m i wadze po 2,5 tony. Na lewym bloku umieszczono medalion z rzeźbiarskim wyobrażeniem głowy Kaczmarka, na prawym natomiast herb Poznania i Związku Miast Polskich, a na dole napis: Wielkopolanin Europejczyk. Pod medalionem znajduje się cytat z patrona, będący wykładnią tez pracy organicznej: Co trzeba było powiedzieć, powiedziałem. Jak trzeba było reagować, reagowałem. Gdy trzeba było coś robić, robiłem. Pomnik stoi w sąsiedztwie monumentów upamiętniających innych poznańskich prezydentów - Cyryla Ratajskiego i Jarogniewa Drwęskiego. Wszyscy oni sprawowali rządy w mieście w okresach trudnych lub przejściowych.
Projektantem pomnika był Łukasz Trusewicz, reprezentujący poznański Uniwersytet Artystyczny, na której to uczelni rozpisano w 2010 konkurs na realizację dzieła (nadesłano 15 prac). Koszt realizacji wyniósł 140.000 złotych i rozłożony był na ponad 20 sponsorów (m.in. MPK Poznań, Solaris Bus & Coach, czy Kupiec Poznański). Montaż był dość skomplikowanym procesem - obeliski trzeba było transportować na specjalnym mechanizmie rolkowym i z użyciem trójnogu wypożyczonego z Krotoszyna, gdzie wcześniej służył do zawieszania dzwonów kościelnych.
Odsłonięcie nastąpiło w czwartek, 3 marca 2011 o godzinie 19.00. Udział wzięła wdowa po prezydencie i prezydent Poznania Ryszard Grobelny. Mimo wcześniejszych zapowiedzi nie pojawił się na uroczystości Jerzy Buzek - przewodniczący Parlamentu Europejskiego. Inicjatorem postawienia była Fundacja Rozwoju Miasta Poznania i jej prezes - Ryszard Olszewski. 